# Circuit d'Adelaida
El Circuit d'Adelaida era un circuit urbà pels carrers d'Adelaida, Austràlia on es va disputar el Gran Premi d'Austràlia de Fórmula 1 a les temporades que van entre 1985 i 1995.

## Situació i traçat
Situat al parc East Parklands, al costat del centre de la ciutat d'Adelaida, s'ubicava un circuit urbà on s'han disputat onze vegades el GP d'Austràlia de F1 (entre 1985 i 1995), una prova de la ALMS a finals del 2000 (La carrera del mil·lenni), i la carrera de Superturismes V8 denominada Adelaida 500 des de 1999.
El circuit passa per avingudes públiques de la ciutat, així com per part de l'hipòdrom Victoria Park, i per part del mercat.
És un circuit que per ser urbà, s'arribaven a assolir velocitats mitjanes altes.
La variant de 3,78 km d'extensió fou la utilitzada a les carreres de Fórmula 1 i ALMS, i la de 3,22 km a les de Superturismes V8.

## Guanyadors del Gran Premi d'Austràlia
| Any  | Pilot           | Equip              | Circuit  | Resultats |
| ---- | --------------- | ------------------ | -------- | --------- |
| 1995 | Damon Hill      | Williams - Renault | Adelaida | Resultats |
| 1994 | Nigel Mansell   | Williams - Renault | Adelaida | Resultats |
| 1993 | Ayrton Senna    | McLaren - Ford     | Adelaida | Resultats |
| 1992 | Gerhard Berger  | McLaren - Honda    | Adelaida | Resultats |
| 1991 | Ayrton Senna    | McLaren - Honda    | Adelaida | Resultats |
| 1990 | Nelson Piquet   | Benetton - Ford    | Adelaida | Resultats |
| 1989 | Thierry Boutsen | Williams - Renault | Adelaida | Resultats |
| 1988 | Alain Prost     | McLaren - Honda    | Adelaida | Resultats |
| 1987 | Gerhard Berger  | Ferrari            | Adelaida | Resultats |
| 1986 | Alain Prost     | McLaren - TAG      | Adelaida | Resultats |
| 1985 | Keke Rosberg    | Williams - Honda   | Adelaida | Resultats |